# Norpipanon
Norpipanon, summaformel C23H29NO, är ett smärtstillande preparat som tillhör gruppen opioider.
Substansen är narkotikaklassad och ingår i förteckningen N I i 1961 års allmänna narkotikakonvention, samt i förteckning II i Sverige.